# 全国商工会連合会
全国商工会連合会（ぜんこくしょうこうかいれんごうかい Central Federation of Societies of Commerce and Industry）は、商工会法（昭和35年5月29日法律第89号）に基づき全国の商工会を会員として組織した特別民間法人。略称は全国連。英文字略称は、CFSCI。
1962年（昭和37年）2月21日、商工会法第三章の「全国商工会連合会」に基づき法人として設立されたが、2002年（平成14年）4月1日に特別民間法人となった。
所在地は、東京都千代田区有楽町。商工会の振興に寄与するため、都道府県商工会連合会を会員とし商工会間の意見等を総合、調整したり、国内外の経済団体との提携を進めたりする機関。2023年時点の会長は、森義久（鹿児島県商工会連合会会長）。
毎年11月に行われる「ニッポン全国物産展」の主催である。

## 目的
商工会連合会は、商工会の健全な発達を図り、もつて商工業の振興に寄与することを目的とする（商工会法第五十五条）。全国連合会は、その目的を達成するため、次に掲げる事業を行なうものとする。
- 都道府県連合会の組織又は事業について指導又は連絡を行なうこと。
- 都道府県連合会の意見を総合して、これを公表し、又は国会、行政庁等に具申し、若しくは建議すること。
- 第一号から第四号まで、第六号及び第八号に掲げる事業
  - 一　商工会の組織又は事業について指導又は連絡を行なうこと。
  - 二　商工業に関する情報又は資料を収集し、及び提供すること。
  - 三　商工業に関する調査研究を行なうこと。
  - 四　展示会、共進会等を開催し、又はこれらの開催のあつせんを行なうこと。
  - 六　関係経済団体との提携又は連絡を行なうこと。
  - 八　行政庁等の諮問に応じて、答申すること。
- 前各号に掲げるもののほか、全国連合会の目的を達成するために必要な事業を行なうこと。

## 各地商工会
市町村商工会は全国に1,643団体あり、そのうち市にあるものが781、町にあるものが676、村にあるものが148、複数行政区域にまたがるものが38である（2022年4月現在）。

### 都道府県商工会連合会
各連合会に青年部と女性部があり、また全国商工会青年部連合会、全国商工会女性部連合会も設置されている。

#### 北海道・東北
北海道・青森・岩手・秋田・宮城・山形・福島

#### 関東
茨城・栃木・群馬・埼玉・千葉・東京・神奈川・山梨

#### 北陸
新潟・富山・福井・石川・岐阜

#### 東海
長野・静岡・愛知・三重

#### 近畿
滋賀・奈良・京都・大阪・兵庫・和歌山

#### 中国
島根・鳥取・広島・岡山・山口

#### 四国
香川・愛媛・徳島・高知

#### 九州・沖縄
福岡・佐賀・長崎・大分・宮崎・鹿児島・沖縄

## 全国商工政治連盟
全国商工会連合会と同一ビルに事務所を構える政治団体。
総務省に提出された令和4年分政治資金収支報告書によれば、代表者は田上好道（石川県商工会連合会会長）、会計責任者は轡田倉治（福島県商工会連合会会長）、事務責任者は青山淳（全国商工会連合会組織運営部長）であり、実質的に全国商工会連合会と同一組織である。
平成16年の第20回参議院選挙で組織内候補の松村祥史が自民党から全国比例で当選して以降、平成22年の第22回参議院選挙で渡辺猛之、平成25年の第23回参議院選挙で宮本周司、令和4年の第26回参議院選挙で越智俊之と、令和4年時点で4人の組織内候補が現職の国会議員として所属している。
商工会法では政治的中立が求められており、また、商工会・各都道府県商工会連合会・全国商工会連合会の人件費等の運営費の多くは、国・自治体からの補助金で賄われていることから、その存在は国会でも問題視されている。また、現場の職員の中にも、選挙における集票活動や演説会場の設営等の政治活動に従事させられていることに不満を持つ者もいる。
商工会と商工政治連盟の活動が混然一体、国・自治体からの補助金を原資に政治活動をしているともいえる地域もあるのが実態であり、2002年（平成14年）には福島県で商工会の収入から商工政治連盟会費を上部団体に上納していたことが明らかになり、2022年（令和4年）には岡山県で県から無償貸与されていた建物を政治連盟に活動拠点として提供していたことが発覚し、それぞれ商工会法違反とされた。また、福島県の事案については、補助金を原資に雇用されていた職員を政治連盟会費集めに使っていた疑いがあるとして特別会計監査も受けた。2025年には富山県商工会連合会の青年部・女性部総会で同年の参議院選挙の立候補予定者への投票呼びかけがあったことが総会参加者によって明らかにされ、神戸学院大学の上脇博之は、商工会と政治団体の峻別がなされておらず違法の可能性があると指摘している。また、第27回参議院議員通常選挙の選挙期間中に商工会の公式LINEアカウントで組織内候補への投票の呼びかけが行われ、商工会法違反として警告を受ける事例も発生した。
商工政治連盟が集めた資金は自民党や上述の組織内候補に対する政治献金のほか、組織内候補が所属する自民党派閥の政治資金パーティ券の購入にも使われているが、それに加え、各地の商工会に高額の書籍を購入させることでも資金を作り出していたことが赤旗の調査によって明らかとなっている。

## 不祥事
経済産業省から指定を受けて事務局を務めている小規模事業者持続化補助金について、全国商工会連合会から再委託を受けていた鹿児島県商工会連合会が2014年度から2018年度にわたって計586万円の不正受給を行っていたことが2019年に発覚した際、当時、経済産業大臣政務官であった宮本周司が全国商工会連合会・鹿児島県商工会連合会が補助金交付停止処分を受けないように働きかけていたことが赤旗の調査によって明らかになっている。経済産業省の当初の処分案は「補助金交付停止」だったが、2021年6月に経済産業省は補助金の不正受給に関して処分基準を改正し、鹿児島県商工会連合会に対する処分は「補助金交付停止」よりも軽い「厳重注意」で処分は終わった。
また、鹿児島県商工会連合会は、経済産業省から厳重注意が行われた2021年6月25日から間を置かずに経済産業省の別の補助金を受給していたことが衆議院予算委員会で明らかになっている。
2023年、経済産業省から指定を受けて事務局を務めている事業環境変化対応型支援事業費補助金について、全国商工会連合会から再委託を受けていた岐阜県大垣市商工会で人件費の水増し請求を行ってたことが明らかになった。
2024年、経済産業省から指定を受けて事務局を務めている消費税軽減税率対応窓口相談等事業（令和元年度予算）、制度改正に伴う専門家派遣等事業（令和2年度・３年度予算）、事業環境変化対応型支援事業（令和５年度予算）について、全国商工会連合会から再委託を受けていた埼玉県ときがわ町商工会で人相談会や専門家派遣の実績を改ざんして事業費の水増し請求を行ってたことが明らかになった。
2024年8月、奈良県内の三宅町商工会で私用車へのガソリン代を不正に請求し着服した他、使い道の分からない支出が約81万円あったことが明らかになった。
また、同商工会では、27万円の使途不明金も確認された。
奈良東商工会でも、およそ14万円をガソリン代として着服していたことが明らかになった。